# Discosura
Discosura és un gènere d'ocells de la subfamília dels lesbins (Lesbiinae) dins la família dels troquílids (Trochilidae). Aquests colibrís habiten zones foestals del Neotròpic.

## Taxonomia
Segons la Classificació del Congrés Ornitològic Internacional (versió 14.1, 2024) aquest gènere està format per cinc espècies:
- colibrí cuallarg verd (Discosura conversii).
- colibrí cuallarg ventrenegre (Discosura langsdorffi).
- colibrí cuallarg de Letícia (Discosura letitiae).
- colibrí cuallarg de raquetes (Discosura longicaudus).
- colibrí cuallarg emplomallat (Discosura popelairii).